# Marcel Barreau
Pour les articles homonymes, voir Barreau.
Marcel Barreau, né le 20 juillet 1898 à Marseille et décédé le 11 juillet 1956 à Montpellier est un homme politique français, membre de la SFIO et ancien maire d'Alès.

## Détail des mandats
- Maire d'Alès (1948-1953)
- Conseiller général du canton d'Alès-Ouest (1949-1955)